# Markus Gaugisch
Markus Gaugisch (* 20. April 1974 in Göppingen) ist ein deutscher Handballtrainer und ehemaliger Handballspieler, der auf allen Position im Rückraum eingesetzt werden konnte.

## Sportliche Karriere
Der 1,92 m große und 95 kg schwere Rechtshänder begann seine Laufbahn beim TSV Heiningen, mit dem er 1993 Deutscher A-Jugend-Meister wurde. Später spielte er beim TSV Scharnhausen. 1995 wechselte er zum Süd-Zweitligisten VfL Pfullingen, mit dem er 2001/02 Zweitligameister wurde und anschließend bis 2006 in der 1. Handball-Bundesliga spielte. Nach dem Abstieg schloss er sich dem Regionalliga-Aufsteiger TV 1893 Neuhausen an. 2007 beendete er seine Spielerkarriere.
Anschließend wurde er zunächst Assistenztrainer von Kurt Reusch bei Neuhausen, ehe er diesen nach dessen Ruhestand 2009 als Cheftrainer des Zweitliga-Aufsteigers beerbte. In der Saison 2011/12 wurde er mit Neuhausen Dritter der zweiten Liga und schaffte den Aufstieg ins Oberhaus. Dort konnte man zwar durch ein Unentschieden gegen den HSV Hamburg für Furore sorgen, musste jedoch am Saisonende als Siebzehnter den Gang in die zweite Liga antreten. Im September 2013 vermeldete der Bundesligist HBW Balingen-Weilstetten, dass Markus Gaugisch den zum Saisonende 2013/14 scheidenden Trainer Rolf Brack nachfolgen werde. Nachdem Brack aufgrund schlechter Ergebnisse bereits im Dezember entlassen worden war, übernahm Gaugisch den Posten vorzeitig. Im Dezember 2015 wurde er von HBW Balingen-Weilstetten freigestellt. Zur Saison 2020/21 übernahm er den Frauen-Bundesligisten SG BBM Bietigheim. Unter seiner Leitung gewann Bietigheim 2021, 2022 und 2023 den DHB-Pokal, 2021 den DHB-Supercup, 2022 und 2023 die deutsche Meisterschaft sowie 2022 die EHF European League.
Mitte April 2022 übernahm Gaugisch das Traineramt bei der deutschen Frauen-Handballnationalmannschaft. Der Nachfolger von Henk Groener erhielt einen Vertrag bis 2024. In der Saison 2022/23 leitete Gaugisch das Amt in einer Doppelfunktion als Trainer der SG BBM Bietigheim. Aufgrund der Qualifikation für die Olympischen Spiele 2024 verlängerte sich der Vertrag bis April 2026. Dies beinhaltet auch die Weltmeisterschaft 2025 in Deutschland und den Niederlanden.

## Privates
Markus Gaugisch ist verheiratet und hat zwei Kinder. Er studierte an der Universität Tübingen Deutsch und Sport auf Lehramt und unterrichtet seit 2004 am Karl-von-Frisch-Gymnasium Dußlingen.